# Snoop Dogg Presents: The West Coast Blueprint
| Críticas profissionais | Críticas profissionais |
| Avaliações da crítica  | Avaliações da crítica  |
| Fonte                  | Avaliação              |
| ---------------------- | ---------------------- |
| Allmusic               | [ 1 ]                  |

Snoop Dogg Presents: The West Coast Blueprint é uma Coletânea musical do rapper estadunidense Snoop Dogg.Ele foi lançado 23 de fevereiro de 2010 pela gravadora Priority Records. O álbum conta com canções de rapper's como Eazy-E, Mack 10, Ice Cube, Tupac Shakur entre outros.

## Recepção
O disco estreou na posição 84 na Billboard R&B/Hip-Hop Albums, e recebeu três estrelas e meia de cinco pela critica do site Allmusic

## Faixas
| N.º            | Título                                                                     | Duração  |  |
| 1.             | "Introduction to the West Coast Blueprint"                                 | 1:11     |  |
| 2.             | "Eazy-Duz-It" (com Eazy-E)                                                 | 4:18     |  |
| 3.             | "Act a Fool" (com King Tee)                                                | 4:17     |  |
| 4.             | "No One Can Do It Better" (com The D.O.C.)                                 | 4:49     |  |
| 5.             | "Pay Ya Dues" (com Low Profile)                                            | 4:38     |  |
| 6.             | "La Raza" (com Kid Frost)                                                  | 3:27     |  |
| 7.             | "Interlude #1"                                                             | 0:43     |  |
| 8.             | "Alwayz into Somethin'" (com N.W.A)                                        | 4:24     |  |
| 9.             | "You Can't Play with My Yo-Yo" (com Yo-Yo & Ice Cube)                      | 3:51     |  |
| 10.            | "Check Yo Self" (com Ice Cube)                                             | 3:43     |  |
| 11.            | "Playaz Club" (com Rappin' 4-Tay)                                          | 4:24     |  |
| 12.            | "Interlude #2"                                                             | 0:40     |  |
| 13.            | "Foe Life" (com Mack 10 & Ice Cube)                                        | 4:14     |  |
| 14.            | "I Got 5 On It" (com The Luniz)                                            | 4:12     |  |
| 15.            | "The Evil That Men Do" (com Ras Kass)                                      | 4:19     |  |
| 16.            | "Gangstas Make the World Go Round" (com Westside Connection)               | 4:33     |  |
| 17.            | "4 tha Hustlas" (com Too $hort, Tupac "2Pac" Shakur, Ant Banks & MC Breed) | 4:51     |  |
| 18.            | "Nothin' But the Cavi Hit" (com Mack 10 & Tha Dogg Pound)                  | 4:00     |  |
| 19.            | "Trust Me" (com Suga Free, Sylk-E. Fyne)                                   | 4:05     |  |
| 20.            | "Check Yo Self (Interlude)"                                                | 0:53     |  |
| 21.            | "Check Yo Self (Snoog Dogg G-Mix)" (com Hustle Boyz)                       | 4:18     |  |
| Duração total: | Duração total:                                                             | 01:15:50 |  |

## Créditos
- Créditos retirados do site discogs.com.[6]
- A&R - Justin Li
- Direção de Arte - SA Studios
- Direção de Arte [Prioridade Direção de Arte] - Susan Lavoie, Tom Recchion
- Produtor - Frank Collura, Matt D'Amico
- Design, Arranjo - Lucky Alvarez
- Produtor Executivo - Bigg Snoop Dogg
- Composição - Snoop Dogg
- Masterização - Brian Gardner
- Fotografia  - Estevan Oriol
- Apresentador - Snoop Dogg

## Desempenho nas paradas
| Paradas (2010)                          | Melhor posição |
| --------------------------------------- | -------------- |
| Estados Unidos (Top R&B/Hip Hop Albums) | 84             |